# Thorstein Hiortdahl
Thorstein Hiortdahl (Bergen, 4 maggio 1839 – Oslo, 29 ottobre 1925) è stato un chimico, mineralogista e politico norvegese.

## Biografia
Era il figlio del mercante Samuel Baar Hiortdahl (1807-1863), e di sua moglie, Augusta Jacobine Hallager (1814-1892). Nel settembre 1869 sposò Anna Karine Nilson Hals (1847-1908).
Studiò medicina presso l'Università di Christiania. Studiò chimica e mineralogia a Parigi (1864-1865).
Dal 1872 al 1918 è stato professore; durante questo periodo, è stato il preside della Facoltà di Matematica e Scienze Naturali (1887-1892). Scrisse diversi libri.
È stato un cofondatore della Norwegian Chemical Society nel 1893, ricoprendone la carica di presidente (1906-1912) e infine divenendone membro onorario. Insegnò chimica presso il Norwegian Military College (1868-1912) ed è stato anche un membro del consiglio comunale di Kristiania (1883-1892).

## Morte
Morì il 29 ottobre 1925 a Oslo.